# Maarit Niiniluoto

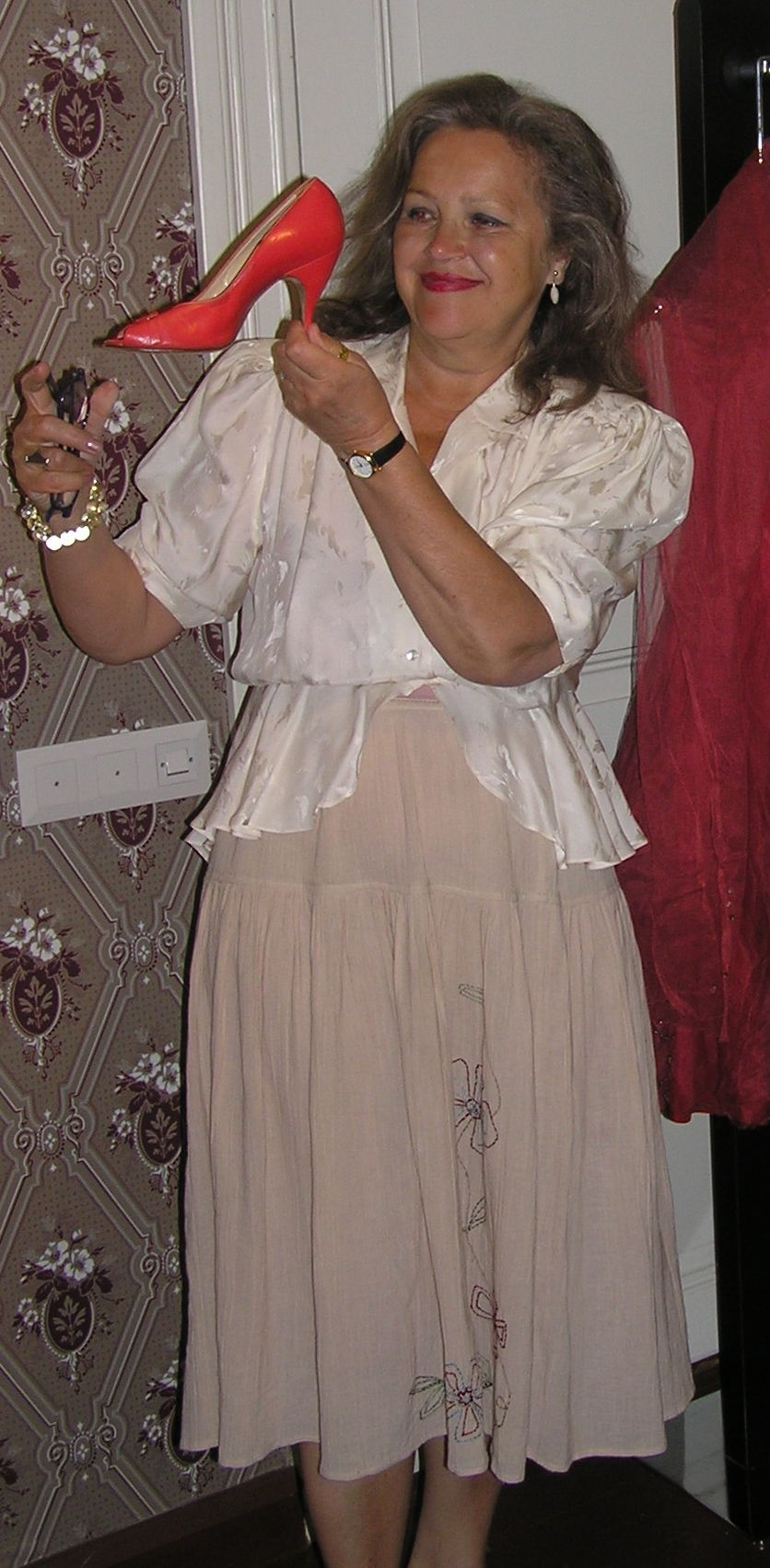
Maarit Niiniluoto.

Leena Maarit Anneli Niiniluoto, född 28 juli 1943 i Helsingfors, är en finländsk journalist och författare. Hon är dotter till Yrjö Niiniluoto. 
Niiniluoto avlade humanistisk kandidatexamen 1967. Efter kortvarigare uppdrag vid bland annat Ilta-Sanomat och Teinilehti knöts hon 1965 till Suomen Kuvalehti, där hon var fast medarbetare till 1978. Hon var redaktör för tidningen Uusi Suomis söndagsbilaga 1978–1991 och har därefter verkat som fri journalist och författare med intresse för den finländska populärmusikens historia. 
Niiniluoto har redigerat Esa Pakarinens och Toivo Kärkis memoarer (1981 respektive 1982) och utgav 1992 en biografi över vokaltrion Harmony Sisters; Sulle salaisuuden kertoa mä voisin, i svensk översättning följande år med titeln Sagan om Harmony Sisters. Av andra verk märks On elon retki näin (1994) som behandlar krigstidens finländska populärunderhållning samt en jubileumsbok över Georg Malmstén; Georg Malmstén 100 vuotta 1902–2002 (2002). Hon har bland annat erhållit Rundradions bildningspris 1995 och Finlands facklitterära författare rf:s specialpris 2008. År 2019 tilldelades hon Pro Finlandia-medaljen.